# Епарті I

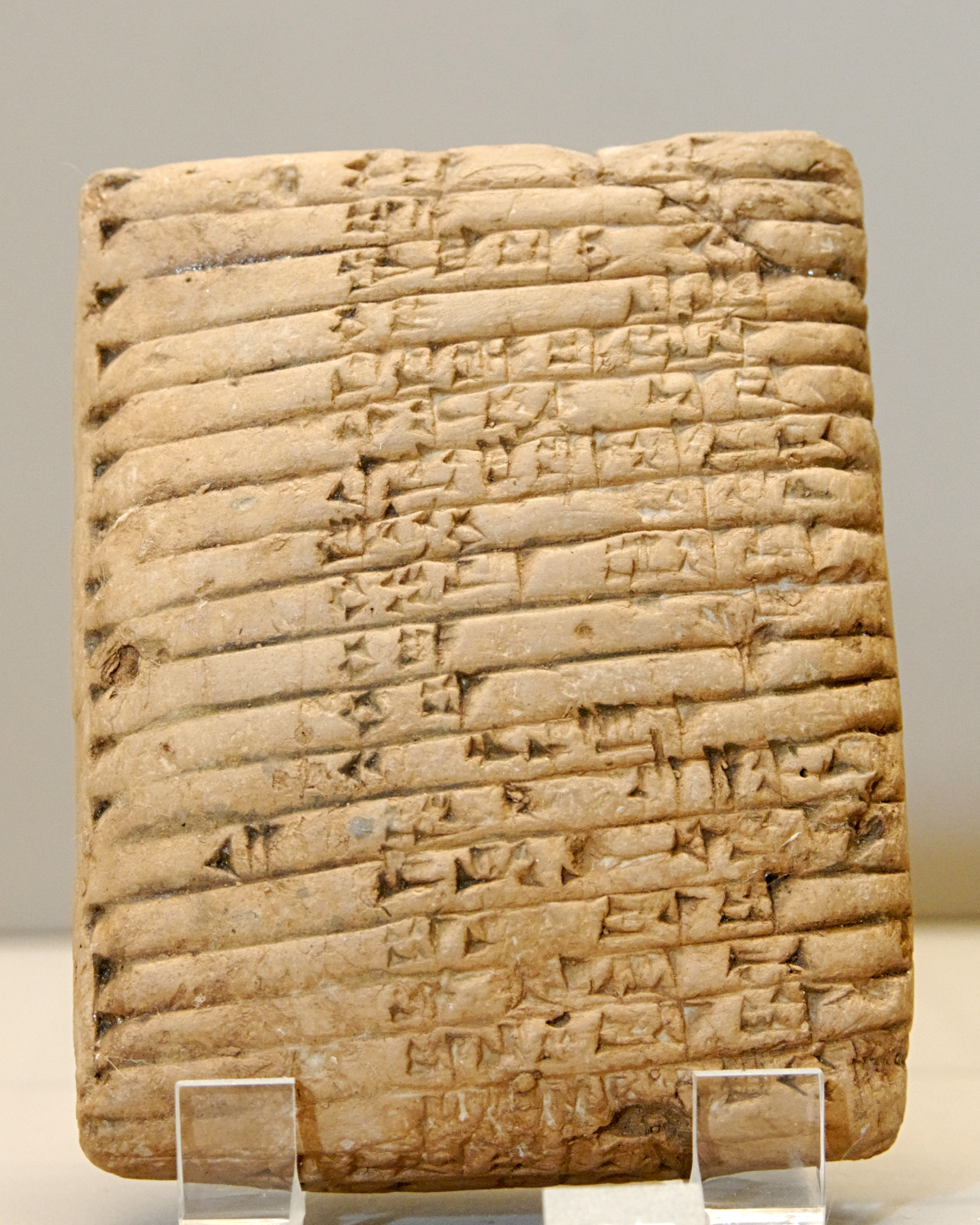
Сузький список царів з ім'ям Епарті

Епарті (Ебарат, Яабрат) I (д/н — бл. 2033 до н. е.) — цар еламської держави Симашкі близько 2037—2033 роках до н. е.

## Життєпис
Був сином або іншим родичем царя Гірнамме I, після смерті якого почалася боротьба за владу. Близько 2037 року Епарті повалив царя Тазіту I. Згадується в шумерській табличці, відповідно до якої Епарті I панував над областю від Аншан до Суз. 
Можливо спробував використати труднощі урського царя Шу-Сіна, захопивши Сузи, що тоді перебували під владою Ур. Наслідком цього стало вторгнення урського війська, яке повалило Епарті I. Новим царем Симашкі став Гірнамме II.